# Gustav Elfving
Gustav Elfving   (Hèlsinki, 25 de juny de 1908 - Hèlsinki, 25 de març de 1984) va ser un matemàtic i estadístic finlandès.

## Vida i Obra
Elfving era fill del botànic, professor de la universitat de Hèlsinki, Fredrik Elfving, i va passar a seva infantesa i joventut al Jardí Botànic de Hèlsinki, on el seu pare tenia la residència. Va fer els estudis secundaris al Liceu Suec de la ciutat i, en acabar el 1926, va ingressar a la universitat per estudiar astronomia, però finalment es va interessar per les matemàtiques i es va graduar en aquesta disciplina el 1930. Entre 1927 i 1929, mentre estudiava, va ser assistent a l'observatori astronòmic. El 1934 va obtenir el doctorat amb una tesi sobre les superfícies de Riemann dirigida per Rolf Nevanlinna i, poc després, va començar a interessar-se per la teoria de la probabilitat sota la influència de Jarl Waldemar Lindeberg qui havia sigut professor seu a la universitat. El 1935, després de la sobtada mort de la seva núvia, va enrolar-se en una missió geodèsica danesa a Groenlàndia. En retornar de la missió va ser professor de l'Åbo Akademi de Turku fins al 1938 quan va passar a la Universitat Tècnica de Helsinki. Durant la Segona Guerra Mundial va servir con geodèsic per l'exèrcit finlandès. Finalment el 1948 va ser nomenat professor de la universitat de Hèlsinki en la qual va romandre fins a la seva jubilació el 1975. Va morir a Hèlsinki el 1984.
Els seus treballs més originals van ser en estadística i probabilitat, especialment en els camps de les cadenes de Màrkov, dels jocs markovians de dos jugadors i suma no zero i de la teoria de la decisió. L'aportació més significativa van ser els mètodes per computar el dissenys òptims de regressió, essent el pioner en l'emergència de la teoria del disseny experimental òptim. Al final de la seva vida va estudiar la història de les matemàtiques i de l'estadística a Finlàndia, publicant el 1981 un llibre sobre el tema.